# Pheidole tucsonica
Pheidole tucsonica är en myrart som beskrevs av Wheeler 1908. Pheidole tucsonica ingår i släktet Pheidole och familjen myror. Inga underarter finns listade i Catalogue of Life.